# Oakley (Utah)
Oakley – miasto w Stanach Zjednoczonych, w stanie Utah, w hrabstwie Summit.